# Mea skinnerella
Mea skinnerella är en fjärilsart som beskrevs av William George Dietz 1905. Mea skinnerella ingår i släktet Mea och familjen äkta malar. Inga underarter finns listade i Catalogue of Life.